# 富禄苗族乡
富禄苗族乡是中华人民共和国广西壮族自治区柳州市三江侗族自治县下辖的一个民族乡。

## 行政区划
富禄苗族乡下辖以下村级行政区划单位：
富禄社区、龙奋村、大顺村、仁里村、匡里村、纯德村、岑洞村、归述村、高岩村、富禄村、岑旁村、高安村、岑牙村、甲圩村和培进村。